# 通吉爾-奧廖克馬區
54°55′30″N 119°56′20″E / 54.925°N 119.939°E
通吉爾-奧廖克馬區（俄语：Тунгиро-Олёкминский район），是俄羅斯的一個區，位於該國西部，由外貝加爾邊疆區負責管轄，始建於1927年1月6日，面積42,900平方公里，2010年人口1,432，人口密度每平方公里0.03人。